# Escarabajo (Marvel Comics)
El Escarabajo es el nombre utilizado por varios personajes ficticios que aparecen en los cómics estadounidenses publicados por Marvel Comics. También es el nombre de las tres versiones de armadura de alta tecnología utilizadas por siete personajes separados.

## Historia de publicación
La primera versión del armadura de Escarabajo apareció por primera vez en Strange Tales #123 (agosto de 1964) como creación de Abner Jenkins. Esta versión solo se utilizaría para un par de años antes de que el personaje pase a la segunda versión, que es la armadura que más se asocia con el nombre. Esta versión estaría en uso hasta Thunderbolts #1 (abril de 1997) cuando el alter ego de Abe Jenkins fue cambiado a MACH-1. 
Una nueva versión del armadura de Escarabajo apareció por primera vez en Thunderbolts #35 (febrero de 2000). Esta versión se parecía a un tanque de caminar y sería utilizado por Jenkins y Leila Davis, la segunda persona para utilizar la identidad del escarabajo. Esta versión fue aplastado por Gravitón, matando a Davis, que todavía estaba en el interior en ese momento.
Tras la muerte de Leila Davis la armadura del escarabajo no se utilizarían hasta Tunderbolts # 103 (agosto de 2006) cuando las tres versiones fueron robadas y utilizadas por tres estudiantes universitarios. Cómo, por qué y exactamente cuando se reconstruyó la tercera versión de la armadura no se aclaró. Los nombres individuales de estos personajes no fueron revelados.

## Biografía ficticia del personaje

### Abner Jenkins
Abner Jenkins, un exmaestro mecánico, abandonó su carrera para dedicarse a la vida como un aventurero en busca de riqueza y fama con el nombre de Escarabajo. Una derrota en manos de los Cuatro Fantásticos envió a Escarabajo a una vida de crimen en la que incluso era miembro de los Maestros del Mal. Años más tarde, Jenkins se unió a los Thunderbolts, una elección que finalmente lo llevó a un camino más heroico en la vida.

### Leila Davis
La viuda del supervillano menor, el Campanero, Leila comenzó su carrera criminal como conductor para el equipo de super villanos del Sindicato Siniestro. Después de la muerte del Campanero, Leila tendría su propia carrera con disfraz, primero como Hardshell, y finalmente como el Escarabajo. Ella murió cuando Gravitón aplastó la armadura de escarabajo con ella todavía en el interior.

### Los Tres Escarabajos
Tres estudiantes de la universidad robaron las encarnaciones anteriores de la armadura del Escarabajo durante Civil War. El individuo piloteando la primera versión se llamó Joaquim y la persona en la segunda versión se reveló que era mujer. Ninguna otra información fue revelada por ellos en sus apariciones posteriores en Thunderbolts.
Ninguno de los nombres clave de las empresas se les dio a ellos tampoco. En las cuestiones que constituían una historia con el nombre de "El Guardián Protocolos", ellos defienden la ciudad de Dallas en contra de un complot del Gran Maestro como miembros de un equipo de Thunderbolts ampliado contratado por Baron Zemo y que consiste en numerosos supervillanos. Cuando Supermente deja todo el poder del Manantial (la fuente del poder que el Gran Maestro está utilizando) suelto cuando él intenta revivir a Baron Zemo, los defensores de Sydney y Dallas son invadidos, con los tres escarabajos presumiblemente entre ellos.
En 2007, los tres escarabajos fueron identificados entre los 142 superhéroes registrados que aparecen en la portada del cómic Los Vengadores: La Iniciativa # 1.
"El Manual Oficial del Universo Mejora Marvel A-Z" #5 reveló que los tres estudiantes universitarios que usan las tres armaduras Escarabajo se llaman Joaquim Robichaux, Elizabeth Vaughn, y Gary Quinn.

### Janice Lincoln
Un nuevo Escarabajo mujer ataca al Capitán América y a la Viuda Negra. Los dos lograron derrotarla y enviarla a La Balsa. Como parte del evento Marvel NOW!, el Escarabajo mujer aparece como un miembro de la última encarnación de los Seis Siniestros. En esta aparición, su nombre se revela como Janice, y más tarde se revela que es la hija de Tombstone.
Escarabajo es uno de los personajes principales de Superior Foes of Spider-Man. El origen de Janice se relata más tarde, donde se muestra que cuando era niña, ella idolatraba a su padre y sus actividades criminales, pero se le prohibió participar en ellas. Después de desarrollar una exitosa carrera como abogada defensora, fue nombrada para defender a Barón Zemo, momento en el que se ofreció como voluntaria para trabajar como el nuevo Escarabajo. También se revela que la armadura de Janice fue construida por Fixer.

### Escarabajo de Hobgoblin
Roderick Kingsley había vendido una de las viejas armaduras y equipo de Escarabajo de Abner Jenkins a un criminal anónimo. Fue visto en el Bar Sin Nombre asistiendo a la estela de la sirvienta de Electro, Francine Frye. Escarabajo fue visto más tarde en el Bar Sin Nombre entre los clientes que quieren que la Gata Negra sea la Reina del Inframundo Criminal. El Hobgoblin más tarde recuperó los servicios de Escarabajo.

## Otras versiones

### Marvel UK
El nombre Escarabajo fue usado para un blindado equipo de moderación sobrehumana de S.T.R.I.K.E. en la historia de Jaspers' Warp publicado por imoresión de Marvel UK.

### Ultimate Marvel
La versión Ultimate Marvel de Escarabajo es un mercenario misterioso de Latveria con una armadura completamente renovada. Spider-Man primero encuentra a Escarabajo robando una muestra del simbionte Venom de Roxxon. Escarabajo luego irrumpe en el laboratorio de Bolivar Trask, donde se encuentra Eddie Brock, lo que lleva a Venom a perseguir a Escarabajo. Así como Escarabajo está acorralado, Venom es detenido por Spider-Man. Cuando el simbionte Venom deja Brock y se une a Spider-Man, Escarabajo se escapa en la confusión. Disfrazado como un civil que Brock menos esperaba, Escarabajo luego captura Venom para entregar a Latveria. El traje de Beetle se ve luego siendo reparado por el Chapucero (Elijah Stern) cuando un grupo de villanos llega para las armas contra Spider-Man.

### Viejo Logan
En el cómic de Old man Hawkeye #1, Escarabajo con el alias de MACH-1 es parte del ataque de los Vengadores con su equipo de Thunderbolt. Siendo así quien traiciona al equipo de superhéroes matando a Falcon (personaje). Tras Varios años, Escarabajo es encontrado enfrentándose contra Ojo de Halcón y así falleciendo en combate por ser cómplice del asesinado de Viuda Negra (personaje)

## En otros medios

### Televisión
- El Escarabajo apareció en la década de 1980 por la mañana del sábado en la serie animada Spider-Man and His Amazing Friends con la voz de Christopher Collins. El Escarabajo robó un equipo de detección de crímenes y un ampliador de poder inventado por Tony Stark para aumentar su poder. Fue el primer villano que los amigos de Spider-Man enfrentan juntos en ese episodio origen.

- El Escarabajo hizo una breve aparición en la serie animada Iron Man de mediados del decenio de 1990, durante las "Armor Wars" de dos partes, en la cual él es atacado por Iron Man y tenía su armadura - basada en diseños robados de Stark - desactivada. Le da voz John Reilly con un acento de Liverpool que evoca la banda de nombre parecido.

- La versión Ultimate Marvel del Escarabajo aparece en Ultimate Spider-Man, con la voz de Steven Blum.[16] Esta versión se describe como un mercenario criminal altamente capaz que rara vez dice algo y su notable marca registrada es la cantidad inusualmente grande de lanzadores de cohetes desplegables ocultos en toda la superficie de su armadura.
  - En la primera temporada, episodio "Abajo el Escarabajo", se dirige al Daily Bugle Communications para la campaña de J. Jonah Jameson que expone los tratos criminales del mercenario con varios supervillanos, como ayudar a M.O.D.O.K. a salir de la cárcel y tratar con el Doctor Doom. Cuando él lucha contra los aprendices de S.H.I.E.L.D., el intento de asesinato de Escarabajo es detenido por Spider-Man y él es derrotado por Power Man; Las representaciones del monitor de Jameson estaban allí, mientras que Mary Jane Watson está allí físicamente. En el episodio, "El Ataque del Escarabajo", se muestra a Escarabajo con una inclinación por guardar rencor contra Spider-Man por su encuentro anterior, así como por Phil Coulson por ser "compañeros de entrenamiento". Durante su primera pelea con los dos, Escarabajo decide usar a May Parker como rehén. Mientras que May logra escapar, Escarabajo es finalmente vencido por Spider-Man y Coulson (con ayuda de May).
  - En la segunda temporada, episodio "Hawkeye", Escarabajo fue a destruir el nuevo Tri-Carrier de S.H.I.E.L.D. pero fue derrotado y capturado por Spider-Man y Hawkeye. En el episodio, "Los Seis Siniestros", apareció como miembro de los Seis Siniestros junto a Doctor Octopus, Electro, Rhino, Kraven el Cazador y el Lagarto. Junto con el grupo, luchó contra Spider-Man. Cuando llegan los aprendices, Escarabajo lucha contra Nova pero es derrotado por Iron Fist después de que los compañeros de Spider-Man cambian de oponente y luego son detenidos bajo la custodia de S.H.I.E.L.D.
  - En la tercera temporada, episodio "El Agente Venom", Escarabajo es contratado por Taskmaster para obtener una muestra del simbionte Venom. Persigue a Flash Thompson, ignorando a Harry Osborn y Mary Jane en el proceso. Posteriormente, Escarabajo tuvo que luchar con Spider-Man y luego con el Agente Venom. Mientras Spider-Man trata con Taskmaster, Escarabajo es finalmente derrotado por el Agente Venom. En el episodio "Los Nuevos Guerreros", Escarabajo se encuentra entre los supervillanos escapados junto con el Doctor Octopus, el Escorpión y el Duende Verde durante un enfrentamiento entre el equipo de Taskmaster y los Nuevos Guerreros. Junto con sus compañeros supervillanos, Escarabajo es finalmente derrotado por los Nuevos Guerreros. En el episodio "Concurso de Campeones" Pt. 1, el Gran Maestro envía a Escarabajo junto con la Abominación y Skurge, para obtener a Spider-Man para el combate contra el Coleccionista.
  - En la cuarta temporada, episodio, "El Anti-Venom", Escarabajo intenta robar un camión solo para ser atacado por Spider-Man y el Agente Venom para derrotar a los posibles reclutas de los Seis Siniestros. Sin embargo, HYDRA había mejorado previamente la armadura de Escarabajo, permitiéndole luchar contra el dúo hasta que el Patriota hackea la armadura de Escarabajo y envía a Escarabajo a estrellarse contra el pavimento.

- El Escarabajo aparece en la tercera temporada de Avengers: Ultron Revolution:
  - En el episodio 1, "Adaptándose al cambio", él y los Maestros del Mal son derrotados por los Vengadores al principio.
  - En el episodio 4, "Sitiados", él y los Maestros del Mal son rescatados por el Barón Helmut Zemo siendo su jefe y engañan a los Vengadores en apoderarse de su torre, enfrentándose a Hawkeye.
  - En el episodio 5, "Los Thunderbolts", hace su aparición como MACH-IV, junto con otros héroes llamados los Thunderbolts.
  - En el episodio 6, "Los Thunderbolts al Descubierto", se descubre como Escarabajo, cuando él y los Maestros del Mal decidieron ayudar a los Vengadores a detener al Barón Zemo de usar las partículas de Klaw.

- La versión de Abner Jenkins de Escarabajo aparece en la serie animada Spider-Man, con la voz de Fred Tatasciore.[17]

### Videojuegos
- El Escarabajo aparece en juegos de Super Nintendo Entertainment System y Sega Genesis basados en las series animadas.

- El Escarabajo fue el primer jefe en el juego de 1995 para Super Nintendo Spider-Man: Lethal Foes, un juego solo lanzado en Japón.

- El Escarabajo juega un rol menor en la secuela del juego para PlayStation Spider-Man, Spider-Man 2: Enter Electro. Solo aparece en escenas de corte y no aparece como un jefe.

- En el videojuego Ultimate Spider-Man el Escarabajo (con la voz de Tucker Smallwood) hace su debut en la continuidad Ultimate, actuando como agente para Latveria, recogiendo la información genética de superhumanos que les permitan modificar genéticamente supersoldados. Las acciones notables que tuvo en el juego estaban robando un frasco de arena (que se da a entender que el Hombre de Arena tiene una conexión) y la liberación de Norman Osborn (también conocido como el Duende Verde). También luchó contra Spider-Man poco después de liberar el Duende Verde, pero se escapa al zambullirse en la cercana Embajada de Latveria. Un concepto de arte en la edición especial del juego muestra al Escarabajo dándole el frasco del Hombre de Arena al Doctor Doom. El Escarabajo es posteriormente enviado a capturar una muestra del simbionte de Venom. Venom finalmente persigue y derrota al Escarabajo. A pesar de eso Escarabajo logra conseguir una muestra de Venom.